# Sąd honorowy

Sąd honorowy - były miejscem rozstrzygania zatargów, nieporozumień i kolizji na tle dotyczącym honoru i godności. Sprawy rozpoznawane były na podstawie statutów honorowych. Sądy honorowe działały niezależnie od sądów powszechnych i wojskowych.
W wojsku polskim II RP przykładem sądów honorowych były Oficerskie Sądy Honorowe. Sąd honorowy to także określenie używane w harcerstwie i korporacjach akademickich.